# Erching (Moselle)
Erching (deutsch Erchingen) ist eine französische Gemeinde mit 418 Einwohnern (Stand 1. Januar 2022) im Département Moselle in der Region Grand Est (bis 2015 Lothringen). Sie gehört zum Arrondissement Sarreguemines und zum Kanton Bitche.

## Geografie
Die Gemeinde Erching liegt im Bitscher Land an der Grenze zum Saarland, etwa auf halbem Weg zwischen Saargemünd und Bitsch.
Der Ortsteil Guiderkirch (deutsch Güderkirchen) liegt im Tal der Bickenalb. Der Hauptort Erching liegt etwas nordwestlich am Ende eines Seitentales.

## Geschichte
Auf der Gemarkung wurden fünf gallo-römische Gebäude gefunden.
Erching wurde 1150, Guiderkirch 1315 als Rudelkirchen erstmals erwähnt.
In den Jahren 1944 und 1945, insbesondere in den letzten Wochen des Zweiten Weltkrieges, war Erching Schauplatz schwerster Kriegshandlungen. Von November 1944 bis März 1945 verlief die Hauptkampflinie mitten durch Erching und Guiderkirch. Am 23. Februar 1945 führte schließlich ein Angriff der United States Army Air Forces zur vollständigen Zerstörung. Ein Drittel der damaligen Dorfbevölkerung kam bei den Angriffen ums Leben. Das Tagebuch der Erchingerin Anne Scheyer liefert eine ergreifende Darstellung dieser Zeit.

### Bevölkerungsentwicklung
| Jahr      | 1962 | 1968 | 1975 | 1982 | 1990 | 1999 | 2007 | 2019 |
| Einwohner | 382  | 346  | 369  | 428  | 425  | 473  | 440  | 420  |

## Kultur und Sehenswürdigkeiten
- Ein Denkmal neben dem Rathaus erinnert an die Ereignisse des 23. Februar 1945.
- Durch Guiderkirch führt der Europäische Mühlenradweg von Zweibrücken-Ixheim über Hornbach und Volmunster und weiter über Peppenkum zurück nach Ixheim.